# Подкрај (Травник)
Подкрај је насељено место у Босни и Херцеговини у општини Травник. Административно припада Федерацији Босне и Херцеговине, односно њеном Средњобосанском кантону. Према попису становништва из 2013. у насељу је било 575 становника, а већинску популацију чинили су Хрвати.

## Становништво
По последњем службеном попису становништва из 2013. године у овом насељу живело је 575 становника, а село је било етнички хомогено са већинском хрватском популацијом.
| Националност | 2013. | 1991.        | 1981.        | 1971.        |
| Бошњаци      | —     | 1 (0,22%)    | 1 (1,45%)    | 0            |
| Хрвати       | —     | 460 (99,57%) | 475 (98,34%) | 569 (99,65%) |
| Срби         | —     | 1 (0,22%)    | 1 (0,21%)    | 2 (0,35%)    |
| Укупно       | 575   | 462          | 483          | 571          |